# Мишохвістка найніжніша
Мишохвістка найніжніша (Myurella tenerrima) — вид мохів порядку гіпнобрієвих (Hypnales).

## Поширення
Ареал охоплює такі частини світу: Європа, Північна Америка, Азія.
Населяє вологі вапняні біотопи, болота, ущелини скель, тундрові луки; від низьких до високих висот.

## Характеристика
Рослини від блідо-зеленого до жовто-зеленого кольору. Стеблові листки від прямовисних до розпростертих, віддалені, від округлих до яйцеподібних, 0.3–0.4 мм; краї зубчасті; верхівка коротко загострена.